# Geostatistika
Geostatistika je obor statistiky, který je zaměřený především na prostorová nebo časoprostorová data. Geostatistika původně vznikla jako nástroj k predikci pravděpodobnosti rozložení ložisek rud pro těžební průmysl. V současné době se uplatňuje v různých disciplínách, jako jsou například ropná geologie, hydrogeologie, hydrologie, meteorologie, oceánografie, geochemie, hutnictví, geografie, lesnictví, ochrana životního prostředí, krajinná ekologie, pedologie a zemědělství. Geostatistika je také využívána v různých oblastech geografie, zejména tam, kde se snaží zachytit a modelovat šíření chorob (epidemiologie), v geomarketingu, vojenském plánování a v rozvoji efektivnějších prostorových sítí. Geostatistické algoritmy jsou začleněny na mnoha dalších místech, včetně geografických informačních systémů (GIS) nebo statistického prostředí a programovacího jazyka R.

## Teoretický základ
Geostatistika je úzce spojena se základními interpolačními metodami, jejichž rámec však zdaleka překračuje. Geostatistické metody stojí na statistickém modelu, který je založen na teorii náhodné funkce (či náhodné regionalizané proměnné), kterou využívá k modelování nejistoty spojené s prostorovými odhady a simulacemi.
Řada jednodušších interpolačních metod/algoritmů, jako je metoda vážené inverzní vzdálenosti (IDW), bilineární interpolace a metoda nejbližšího souseda, byly známy již před vznikem geostatistiky. Geostatistika však přesahuje základní interpolační problém tím, že považuje studovaný jev na neznámých souřadnicích za soubor korelovaných náhodných proměnných.
Nechť Z(x) je hodnota požadované proměnné na určitém umístění x. Tato hodnota je neznámá (např. teplota, srážky, piezometrická úroveň). Ačkoliv na souřadnicích x existuje hodnota, kterou by bylo možné měřit, tak geostatistika tuto hodnotu považuje za čistě náhodnou, jelikož nebyla naměřena (nebo zatím nebyla naměřena). Nicméně, náhodnost Z(x) není úplná, ale je definována kumulativní distribuční funkcí (CDF), která je závislá na určitých informacích, které jsou známy o hodnotě Z(x):
{\displaystyle F({\mathit {z}},\mathbf {x} )=\operatorname {Prob} \lbrace Z(\mathbf {x} )\leqslant {\mathit {z}}\mid {\text{informace}}\rbrace .}
Obvykle, pokud je hodnota Z známa na místech v blízkosti x (nebo v sousedství x), pak je možné tímto okolím omezit i CDF náležící Z(x): pokud je předpokládána vysoká prostorová spojitost, pak Z(x) může mít pouze hodnoty podobné těm, které se nacházejí v jeho okolí. Naopak, v případě neexistence prostorové spojitosti může Z(x) nabývat libovolné hodnoty. Prostorová spojitost náhodných proměnných je popsána modelem prostorové spojitosti, která může být buď parametrickou funkcí v případě, že vychází z geostatistického variogramu nebo má neparametrickou formu při použití jiných metod, jako je vícenásobná bodová simulace nebo pseudo-genetické techniky.
Při použití jednotného prostorového modelu pro celou oblast, je vycházeno z předpokladu, že Z je stacionární proces. To zjednodušeně znamená, že v celé oblasti je možné využít stejné statistické vlastnosti souboru. Několik geostatistických metod poskytuje způsoby uvolňující tento předpoklad stacionarity.
V tomto rámci lze rozlišit dva hlavní cíle modelování:
1. Odhad hodnoty Z(x), obvykle odhadem střední hodnoty, mediánem nebo modem CDF f(z,x). Toto je obvykle označováno jako problém odhadu.
2. Vzorkování z celé funkce hustoty pravděpodobnosti f(z,x), kde jsou skutečně posuzovány všechny možné alternativy vybraných vzorků na každém místě. Takto obvykle vzniká několik alternativních map odhadů Z, tzv. realizace. Uvažujme skupinu rozdělenou do N samostatných uzlů (nebo pixelů). Každá realizace je pak vzorkem úplného N-rozměrného spojení distribuční funkce

{\displaystyle F(\mathbf {z} ,\mathbf {x} )=\operatorname {Prob} \lbrace Z(\mathbf {x} _{1})\leqslant z_{1},Z(\mathbf {x} _{2})\leqslant z_{2},...,Z(\mathbf {x} _{N})\leqslant z_{N}\rbrace .}
V tomto přístupu je tak uznávána přítomnost několika možných řešení interpolace. Každá realizace je považována za možný scénář odhadu reálných hodnot skutečné proměnné vzniklý za dané kombinace podmínek. Všechny související pracovní postupy jsou pak považovány za soubor realizací, a následně za soubor predikcí, které umožňují pravděpodobnostní předpovědi. Z tohoto důvodu je geostatistika často používána pro tvorbu nebo aktualizaci prostorových modelů při řešení inverzních problémů.
Řada metod existuje jak pro geostatistické odhady, tak i pro metody simulací (postup vícenásobných realizací).

## Metody

### Odhad

#### Kriging
Kriging je skupina geostatistických technik sloužících k interpolaci hodnot náhodného pole (např. nadmořská výška, z, jako funkce závislá na geografické poloze) v místech, kde nebyl jev měřen či pozorován, z pozorování a měřených hodnot v místech, která jsou poblíž.

#### Indikátorový kriging
Mnohoindikátorový kriging (MIK) je jedním z posledních zlepšení technik sloužících k modelování ložisek minerálů a modelu blokového odhadu zdrojů, podobně jako ordinary kriging. MIK představuje významný příslib mezi metodami, které umožňují celkové zpřesnění odhadu ložisek minerálů a jejich koncentrace.

### Metody simulace
- agregace
- disagregace
- metoda rotujících pásem
- Choleského rozklad
- zkosené gaussovské metody
- plurigaussovské metody
- žíhání
- spektrální simulace
- sekvenční indikátory
- sekvenční gaussovské simulace
- dead leave
- transition probabilities
- Markovovy řetězce
- Markovovy mřížky
- support vector machine
- booleovské simulace
- genetické modely
- pseudo-genetické modely
- celulární automaty
- vícebodová geostatistika (Multiple-Point Geostatistics (MPS))

## Definice a nástroje
- teorie regionalizované proměnné
- kovariační funkce
- semivariance
- variogram
- kriging
- rozsah (geostatistics)
- práh (geostatistics)
- nugget efekt
- trénovací množina

## Hlavní odborné časopisy píšící o geostatistice
- Water Resources Research
- Advances in Water Resources
- Ground Water Archivováno 7. 6. 2011 na Wayback Machine.
- Mathematical Geosciences
- Computers & Geosciences
- Computational Geosciences
- J. Soil Science Society of America Archivováno 19. 3. 2015 na Wayback Machine.
- Environmetrics
- Remote Sensing of the Environment
- Stochastic Environmental Research and Risk Assessment

## Vědecké organizace zabývající se geostatistikou
- European Forum for GeoStatistics
- GeoEnvia podporuje používání geostatistických metod v environmentálních aplikacích

## Související programy
- The R programming language obsahuje přibližně 20 dalších rozšiřujících balíčků věnovaných geostatistice a zhruba 30 věnujících se jiné oblasti prostorové statistiky.
- D-STEM je software na základě jazyka MATLAB, který je schopný zpracovávat jednorozměrné i vícerozměrné časoprostorové datové soubory. Tento software umožňuje vytvářet dynamické mapy pozorovaných proměnných v geografických regionech.